# Costata di manzo
La costata di manzo è un tipo di bistecca, solitamente cotto sulla griglia, la cui carne proviene dal taglio del costato del bovino.

## Preparazione

In rosso la parte del bovino utilizzata per la preparazione della bistecca.

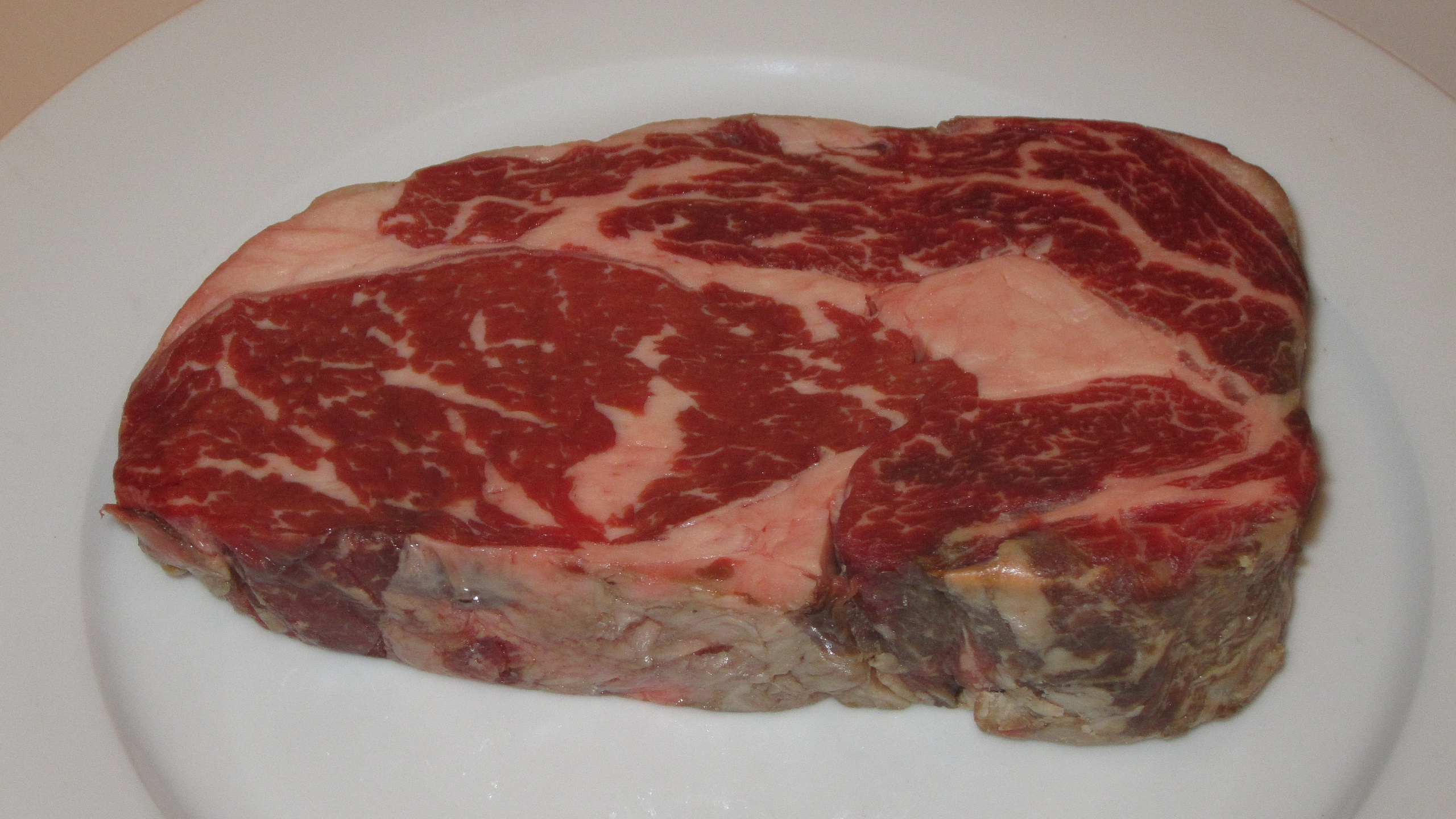
Costata pronta per la cottura.

A differenza della bistecca alla fiorentina e più in generale della lombata, la costata di manzo contiene anche parte del muscolo, generalmente il muscolo lunghissimo del dorso, ma anche parte del muscolo spinale o semispinale. Per tale motivo, solitamente, appena cotta la carne tende a diventare piuttosto dura.
Tipico di questo taglio è il nucleo di massa grassa (da cui il termine eye, "occhio" nel nome inglese). Il taglio proviene generalmente dalla sesta alla dodicesima costola, prendendo invece il nome di "prime rib eye steak" in lingua inglese se proveniente dalle prime costole dell'animale.
La cottura della carne avviene solitamente tramite brace sulla griglia, ma la costata di manzo può essere cotta anche su piastre preriscaldate oppure al forno.

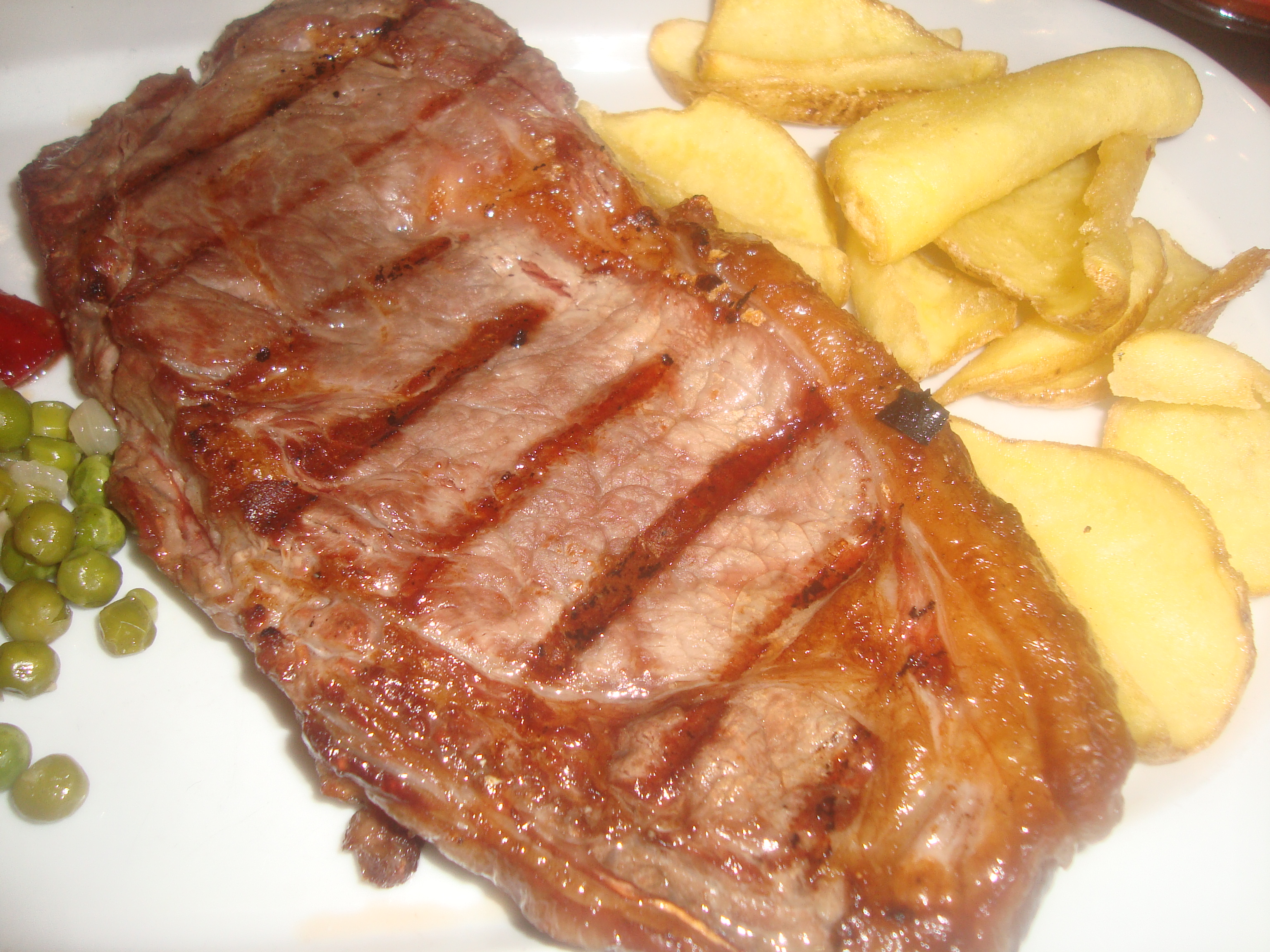
Costata di manzo.